# Liste des bornes de la Voie sacrée
Cette page est une annexe de l'article « Voie sacrée (Verdun) ».
Cette liste recense les bornes de la Voie sacrée, commémorant une voie importante de ravitaillement au cours de la Première Guerre mondiale.

## Ancienne borne de départ de la Voie sacrée
Sur le plan historique, l'ancienne gare de Baudonvilliers, située sur le territoire de la commune de Sommelonne à 16 km en amont de Bar-le-Duc, est considérée comme le véritable point de départ de la Voie sacrée.  Sur le plan commémoratif, la première borne marquant le départ de la Voie sacrée sera érigée en 1922 à Bar-le-Duc, au carrefour des rues Bradfer et de Verdun.
| No | Km | Image                                                                                       | Commune    | Voie   | Localisation                | Inscription gauche | Inscription face | Inscription droite | Remarques |
| -- | -- | ------------------------------------------------------------------------------------------- | ---------- | ------ | --------------------------- | ------------------ | ---------------- | ------------------ | --- |
| 1  | 0  | Inauguration de la Voie sacrée, 1ère borne scellée par M. Poincaré. 21-08-1922, Bar-le-Duc. | Bar-le-Duc | D 1916 | 48° 46′ 14″ N, 5° 10′ 05″ E | VERDUN 57k2 ←      | VOIE SACRÉE 0k   | [à déterminer]     | Première borne symbolique du départ de la Voie sacrée. Le point de départ de la Voie sacrée a ensuite été déplacé vers le carrefour giratoire de Marbot à la sortie de Bar-le-Duc vers Verdun,. |
|    |    |                                                                                             |            |        |                             |                    |                  |                    | |

## Bornes actuelles de la Voie sacrée
| No | Km | Image                                                    | Commune               | Voie                     | Localisation | Inscription gauche | Inscription face | Inscription droite | Remarques |
| -- | -- | -------------------------------------------------------- | --------------------- | ------------------------ | --- | --- | --- | --- | --- |
| 1  |    | La borne marquant le départ de la Voie sacrée            | Bar-le-Duc            | D 1916                   | 48° 46′ 22″ N, 5° 10′ 20″ E | Le Conseil Général de la Meuse a voulu que fut gravé sur place, kilomètre par kilomètre, le souvenir impérissable du passage des héros de Verdun. VERDUN 57k2 ← | C'EST PAR CETTE ROUTE QUE PENDANT TOUTE L'ANNÉE 1916 SONT MONTÉS VERS LES CHAMPS DE BATAILLE DE VERDUN LES GRANDS SOLDATS QUI ALLAIENT SE BATTRE ET MOURIR POUR LA LIBERTE. VOIE SACRÉE | M. RAYMOND POINCARE ANCIEN PRESIDENT DE LA REPUBLIQUE PRESIDENT DU CONSEIL PRESIDENT DU CONSEIL GENERAL DE LA MEUSE A SCELLE ICI LE PREMIERE BORNE KILOMETRIQUE DE LA VOIE SACREE LE 21 AOUT 1922. VERDUN 57k2 → | Nouvelle borne symbolique du départ de la Voie sacrée inaugurée en 2000. Mention VOIE SACRÉE sur la face arrière.                   |
| 2  | 1  |                                                          | Bar-le-Duc            | D 1916                   | 48° 46′ 33″ N, 5° 10′ 40″ E | VERDUN | VOIE SACRÉE | BAR-LE-DUC | |
| 3  | 2  |                                                          | Bar-le-Duc            | D 1916                   | 48° 46′ 51″ N, 5° 11′ 18″ E | VERDUN | VOIE SACRÉE | BAR-LE-DUC | |
| 4  | 3  |                                                          | Naives-Rosières       | D 1916                   | 48° 47′ 09″ N, 5° 11′ 58″ E | VERDUN | VOIE SACRÉE | BAR-LE-DUC | |
| 5  | 4  | Borne kilométrique de la Voie sacrée à Naives-Rosières   | Naives-Rosières       | D 1916                   | 48° 47′ 30″ N, 5° 12′ 37″ E | VERDUN | VOIE SACRÉE | BAR-LE-DUC | |
| 6  | 5  |                                                          | Naives-Rosières       | D 1916                   | 48° 47′ 56″ N, 5° 13′ 02″ E | VERDUN | VOIE SACRÉE | BAR-LE-DUC | |
| 7  | 6  |                                                          | Naives-Rosières       | D 1916                   | 48° 48′ 24″ N, 5° 13′ 27″ E | VERDUN | VOIE SACRÉE | BAR-LE-DUC | |
| 8  | 7  |                                                          | Naives-Rosières       | D 1916                   | 48° 48′ 41″ N, 5° 14′ 02″ E | VERDUN | VOIE SACRÉE | BAR-LE-DUC | |
| 9  | 8  |                                                          | Naives-Rosières       | D 1916                   | 48° 49′ 02″ N, 5° 14′ 36″ E | VERDUN | VOIE SACRÉE | BAR-LE-DUC | |
| 10 | 9  |                                                          | Rumont                | D 1916                   | 48° 49′ 22″ N, 5° 15′ 14″ E | VERDUN | VOIE SACRÉE | BAR-LE-DUC | |
| 11 | 10 |                                                          | Rumont                | D 1916                   | 48° 49′ 47″ N, 5° 15′ 44″ E | VERDUN | VOIE SACRÉE | BAR-LE-DUC | |
| 12 | 11 |                                                          | Rumont                | D 1916                   | 48° 50′ 10″ N, 5° 16′ 18″ E | VERDUN | VOIE SACRÉE | BAR-LE-DUC | |
| 13 | 12 |                                                          | Rumont                | D 1916                   | 48° 50′ 26″ N, 5° 16′ 55″ E | VERDUN | VOIE SACRÉE | BAR-LE-DUC | |
| 14 | 13 |                                                          | Érize-la-Brûlée       | D 1916                   | 48° 50′ 58″ N, 5° 16′ 56″ E | VERDUN | VOIE SACRÉE | BAR-LE-DUC | |
| 15 | 14 |                                                          | Érize-la-Brûlée       | D 1916                   | 48° 51′ 26″ N, 5° 16′ 38″ E | VERDUN | VOIE SACRÉE | BAR-LE-DUC | |
| 16 | 15 |                                                          | Raival                | D 1916                   | 48° 51′ 55″ N, 5° 16′ 18″ E | VERDUN | VOIE SACRÉE | BAR-LE-DUC | |
| 17 | 16 |                                                          | Raival                | D 1916                   | 48° 52′ 23″ N, 5° 15′ 56″ E | VERDUN | VOIE SACRÉE | BAR-LE-DUC | |
| 18 | 17 |                                                          | Raival                | D 1916                   | 48° 52′ 52″ N, 5° 15′ 36″ E | VERDUN | VOIE SACRÉE | BAR-LE-DUC | |
| 19 | 18 |                                                          | Raival                | D 1916                   | 48° 53′ 11″ N, 5° 14′ 59″ E | VERDUN | VOIE SACRÉE | BAR-LE-DUC | |
| 20 | 19 |                                                          | Raival                | D 1916                   | 48° 53′ 39″ N, 5° 14′ 36″ E | VERDUN | VOIE SACRÉE | BAR-LE-DUC | |
| 21 | 20 |                                                          | Raival                | D 1916                   | 48° 54′ 08″ N, 5° 14′ 12″ E | VERDUN | VOIE SACRÉE | BAR-LE-DUC | |
| 22 | 21 |                                                          | Érize-la-Petite       | D 1916                   | 48° 54′ 39″ N, 5° 14′ 03″ E | VERDUN | VOIE SACRÉE | BAR-LE-DUC | |
| 23 | 22 |                                                          | Érize-la-Petite       | D 1916                   | 48° 55′ 07″ N, 5° 14′ 27″ E | VERDUN | VOIE SACRÉE | BAR-LE-DUC | |
|    |    |                                                          | Érize-la-Petite       | D 1916                   | 60 m après la borne 23, reproduction géante d'une borne de la Voie sacrée.                                                          | 60 m après la borne 23, reproduction géante d'une borne de la Voie sacrée.                                                                                      | 60 m après la borne 23, reproduction géante d'une borne de la Voie sacrée. | 60 m après la borne 23, reproduction géante d'une borne de la Voie sacrée. | 60 m après la borne 23, reproduction géante d'une borne de la Voie sacrée.                                                          |
| 24 | 23 |                                                          | Chaumont-sur-Aire     | D 1916                   | 48° 55′ 30″ N, 5° 15′ 01″ E | VERDUN | VOIE SACRÉE | BAR-LE-DUC | |
| 25 | 24 | Borne kilométrique de la Voie sacrée à Chaumont-sur-Aire | Chaumont-sur-Aire     | D 1916                   | 48° 55′ 57″ N, 5° 15′ 24″ E | VERDUN | VOIE SACRÉE | BAR-LE-DUC | |
| 26 | 25 |                                                          | Chaumont-sur-Aire     | D 1916                   | 48° 56′ 19″ N, 5° 16′ 00″ E | VERDUN | VOIE SACRÉE | BAR-LE-DUC | |
| 27 | 26 |                                                          | Les Trois-Domaines    | D 1916                   | 48° 56′ 43″ N, 5° 16′ 31″ E | VERDUN | VOIE SACRÉE | BAR-LE-DUC | |
| 28 | 27 |                                                          | Neuville-en-Verdunois | D 1916                   | 48° 57′ 07″ N, 5° 17′ 02″ E | VERDUN | VOIE SACRÉE | BAR-LE-DUC | |
| 29 | 28 |                                                          | Les Trois-Domaines    | D 1916                   | 48° 57′ 37″ N, 5° 17′ 16″ E | VERDUN | VOIE SACRÉE | BAR-LE-DUC | |
| 30 | 29 |                                                          | Les Trois-Domaines    | D 1916                   | 48° 58′ 08″ N, 5° 17′ 05″ E | VERDUN | VOIE SACRÉE | BAR-LE-DUC | |
| 31 | 30 |                                                          | Les Trois-Domaines    | D 1916                   | 48° 58′ 38″ N, 5° 17′ 23″ E | VERDUN | VOIE SACRÉE | BAR-LE-DUC | |
| 32 | 31 |                                                          | Les Trois-Domaines    | D 1916                   | 48° 59′ 09″ N, 5° 17′ 35″ E | VERDUN | VOIE SACRÉE | BAR-LE-DUC | |
| 33 | 32 |                                                          | Heippes               | D 1916                   | 48° 59′ 23″ N, 5° 17′ 40″ E | VERDUN | VOIE SACRÉE | BAR-LE-DUC | |
| 34 | 33 |                                                          | Heippes               | D 1916                   | 48° 59′ 53″ N, 5° 17′ 37″ E | VERDUN | VOIE SACRÉE | BAR-LE-DUC | |
| 35 | 34 |                                                          | Heippes               | D 1916                   | 49° 00′ 24″ N, 5° 17′ 46″ E | VERDUN | VOIE SACRÉE | BAR-LE-DUC | |
| 36 | 35 |                                                          | Souilly               | D 1916                   | 49° 00′ 54″ N, 5° 17′ 22″ E | VERDUN | VOIE SACRÉE | BAR-LE-DUC | |
| 37 | 36 |                                                          | Souilly               | D 1916                   | 49° 01′ 23″ N, 5° 17′ 03″ E | VERDUN | VOIE SACRÉE | BAR-LE-DUC | |
|    |    | Mairie de Souilly                                        | Souilly               | D 1916                   | Dans la mairie de Souilly, ancien quartier général du général Pétain, Musée de la Voie sacrée et borne originale du kilométrage 37. | Dans la mairie de Souilly, ancien quartier général du général Pétain, Musée de la Voie sacrée et borne originale du kilométrage 37.                             | Dans la mairie de Souilly, ancien quartier général du général Pétain, Musée de la Voie sacrée et borne originale du kilométrage 37.                                                     | Dans la mairie de Souilly, ancien quartier général du général Pétain, Musée de la Voie sacrée et borne originale du kilométrage 37.                                                                              | Dans la mairie de Souilly, ancien quartier général du général Pétain, Musée de la Voie sacrée et borne originale du kilométrage 37. |
| 38 | 37 |                                                          | Souilly               | D 1916                   | 49° 01′ 53″ N, 5° 17′ 18″ E | VERDUN | VOIE SACRÉE | BAR-LE-DUC | |
| 39 | 38 |                                                          | Souilly               | D 1916                   | 49° 02′ 23″ N, 5° 17′ 34″ E | VERDUN | VOIE SACRÉE | BAR-LE-DUC | |
|    |    | Figurines en bordure de la Voie Sacrée                   | Souilly               | D 1916                   | Dans le virage suivant la borne 39, présence de figurines commémoratives de part et d'autre de la chaussée.                         | Dans le virage suivant la borne 39, présence de figurines commémoratives de part et d'autre de la chaussée.                                                     | Dans le virage suivant la borne 39, présence de figurines commémoratives de part et d'autre de la chaussée.                                                                             | Dans le virage suivant la borne 39, présence de figurines commémoratives de part et d'autre de la chaussée. | Dans le virage suivant la borne 39, présence de figurines commémoratives de part et d'autre de la chaussée.                         |
| 40 | 39 |                                                          | Souilly               | D 1916                   | 49° 02′ 48″ N, 5° 17′ 15″ E | VERDUN | VOIE SACRÉE | BAR-LE-DUC | |
| 41 | 40 |                                                          | Lemmes                | D 1916                   | 49° 03′ 21″ N, 5° 17′ 18″ E | VERDUN | VOIE SACRÉE | BAR-LE-DUC | |
| 42 | 41 |                                                          | Lemmes                | D 1916                   | 49° 03′ 50″ N, 5° 17′ 02″ E | VERDUN | VOIE SACRÉE | BAR-LE-DUC | |
| 43 | 42 |                                                          | Lemmes                | D 1916                   | 49° 04′ 22″ N, 5° 17′ 11″ E | VERDUN | VOIE SACRÉE | BAR-LE-DUC | |
| 44 | 43 |                                                          | Lemmes                | D 1916                   | 49° 04′ 54″ N, 5° 17′ 11″ E | VERDUN | VOIE SACRÉE | BAR-LE-DUC | |
| 45 | 44 |                                                          | Les Souhesmes-Rampont | D 1916                   | 49° 05′ 26″ N, 5° 17′ 06″ E | VERDUN | VOIE SACRÉE | BAR-LE-DUC | |
| 46 | 45 |                                                          | Nixéville-Blercourt   | D 1916                   | 49° 05′ 55″ N, 5° 17′ 22″ E | VERDUN | VOIE SACRÉE | BAR-LE-DUC | |
| 47 | 46 |                                                          | Nixéville-Blercourt   | D 1916                   | 49° 06′ 23″ N, 5° 17′ 35″ E | VERDUN | VOIE SACRÉE | BAR-LE-DUC | |
| 48 | 47 |                                                          | Nixéville-Blercourt   | D 1916                   | 49° 06′ 56″ N, 5° 17′ 30″ E | VERDUN | VOIE SACRÉE | BAR-LE-DUC | |
|    |    |                                                          | Nixéville-Blercourt   |                          | Avant la borne 49, accès sur la droite au Mémorial de la Voie sacrée.                                                               | Avant la borne 49, accès sur la droite au Mémorial de la Voie sacrée.                                                                                           | Avant la borne 49, accès sur la droite au Mémorial de la Voie sacrée. | Avant la borne 49, accès sur la droite au Mémorial de la Voie sacrée. | Avant la borne 49, accès sur la droite au Mémorial de la Voie sacrée.                                                               |
| 49 | 48 |                                                          | Nixéville-Blercourt   | D 1916                   | 49° 07′ 26″ N, 5° 17′ 43″ E | VERDUN | VOIE SACRÉE | BAR-LE-DUC | |
| 50 | 49 |                                                          | Verdun                | D 603 Route de l'Argonne | 49° 07′ 51″ N, 5° 18′ 10″ E | VERDUN | VOIE SACRÉE | BAR-LE-DUC | Sur un tronçon commun avec la voie de la Liberté.                                                                                   |
| 51 | 50 |                                                          | Verdun                | D 603 Route de l'Argonne | 49° 08′ 06″ N, 5° 18′ 54″ E | VERDUN | VOIE SACRÉE | BAR-LE-DUC | Sur un tronçon commun avec la voie de la Liberté.                                                                                   |
| 52 | 51 |                                                          | Verdun                | D 603 Route de l'Argonne | 49° 08′ 23″ N, 5° 19′ 37″ E | VERDUN | VOIE SACRÉE | BAR-LE-DUC | Sur un tronçon commun avec la voie de la Liberté.                                                                                   |
| 53 | 52 |                                                          | Verdun                | D 603 Route de l'Argonne | 49° 08′ 43″ N, 5° 20′ 15″ E | VERDUN | VOIE SACRÉE | BAR-LE-DUC | Sur un tronçon commun avec la voie de la Liberté.                                                                                   |
| 54 | 53 |                                                          | Verdun                | D 603 Route de l'Argonne | 49° 09′ 01″ N, 5° 20′ 55″ E | VERDUN | VOIE SACRÉE | BAR-LE-DUC | Sur un tronçon commun avec la voie de la Liberté.                                                                                   |
| 55 | 54 |                                                          | Verdun                | D 603 Avenue de Paris    | 49° 09′ 19″ N, 5° 21′ 35″ E | VERDUN | VOIE SACRÉE | BAR-LE-DUC | Sur un tronçon commun avec la voie de la Liberté.                                                                                   |
| 56 | 55 |                                                          | Verdun                | D 603                    | 49° 09′ 43″ N, 5° 22′ 06″ E | VERDUN | VOIE SACRÉE | BAR-LE-DUC | Sur un tronçon commun avec la voie de la Liberté.                                                                                   |
| 57 | 56 |                                                          | Verdun                | D 603                    | 49° 09′ 54″ N, 5° 22′ 51″ E | VERDUN | VOIE SACRÉE | BAR-LE-DUC | La borne fait partie d'un monument de la voie de la Liberté.                                                                        |
|    |    |                                                          |                       |                          | | | | | |

## Autres bornes
D'autres bornes suivant le modèle de celles de la Voie sacrée ont été installées dans un cadre commémoratif.
| Date d'inauguration | Image                                            | Commune (Département)             | Voie                                                                                       | Localisation                | Inscription gauche                       | Inscription face | Inscription droite | Remarques |
| ------------------- | ------------------------------------------------ | --------------------------------- | ------------------------------------------------------------------------------------------ | --------------------------- | ---------------------------------------- | --- | --- | --- |
| 1966                |                                                  | Roanne (Loire)                    |                                                                                            | 46° 02′ 38″ N, 4° 04′ 20″ E | VERDUN - [A déterminer] - [A déterminer] | VOIE SACRÉE - HOMMAGE DES ROANNAIS AUX COMBATTANTS DE LA 1ère GUERRE MONDIALE 1914-1918 - BATAILLE DE VERDUN CETTE BORNE SEMBLABLE A CELLES DE LA VOIE SACREE RENFERME DE LA TERRE DE DOUAUMONT                                 | BAR-LE-DUC - [A déterminer] - [A déterminer] | Borne initialement située place de Verdun et déplacée au Campus Universitaire Pierre-Mendès-France. La borne désormais supportée par une stèle est inaugurée le 11 novembre 2018 . |
| 1966                |                                                  | Rive-de-Gier (Loire)              | Place du Général Valluy                                                                    | 45° 31′ 43″ N, 4° 37′ 03″ E | VERDUN                                   | VOIE SACRÉE | BAR-LE-DUC | Située à côté du Monument aux Morts. |
|                     |                                                  | Abbeville (Somme)                 | Place de Verdun                                                                            | 50° 06′ 51″ N, 1° 49′ 34″ E | VERDUN                                   | VOIE SACRÉE | BAR-LE-DUC | Initialement installée à l’angle des chaussées Marcadé et avenue du Port, elle a été placée au cœur du rond-point le 11 juillet 2019 ,.                                            |
| 1967                |                                                  | Lyon (Rhône)                      | Place Carnot                                                                               | 45° 45′ 04″ N, 4° 49′ 41″ E | [A déterminer]                           | VOIE SACRÉE - CETTE BORNE IDENTIQUE A CELLES QUI JALONNENT LA VOIE SACREE COMMEMORE LE SACRIFICE ET L'HEROISME DE TOUS LES COMBATTANTS DE LA BATAILLE DE VERDUN QUI DEMEURE UNE DES PLUS BELLES VICTOIRES DES ARMEES FRANCAISES | [A déterminer] | Placée en 1967 sur le cours de Verdun, déplacée ensuite à la place Carnot à la suite de l'aménagement du Centre d'échanges de Perrache.                                            |
|                     | Grézieu-la-Varenne - Monument aux morts          | Grézieu-la-Varenne (Rhône)        | Place des Anciens Combattants                                                              | 45° 44′ 51″ N, 4° 41′ 30″ E | VERDUN                                   | VOIE SACRÉE - PLACE DE TOUS LES ANCIENS COMBATTANTS | GREZIEULAVARENNE BAR-LE-DUC - ILS COMBATTIRENT ET MOURURENT HEROI- -QUEMENT AVEC L'ESP- -ERANCE QUE CETTE GUERRE - QU'ILS N'AV- -AIENT PAS VOULUE - SERAIT LA DERNIERE. | |
| 1976                |                                                  | Angers (Maine-et-Loire)           | A l'angle de l'avenue du 11 Novembre et du boulevard de la Résistance et de la Déportation | 47° 28′ 16″ N, 0° 32′ 49″ O |                                          | VOIE SACRÉE | | Borne en marbre blanc et rose. |
| 2001                | Borne géante de la Voie Sacrée à Erize-la-Petite | Érize-la-Petite (Meuse)           | D 1916                                                                                     | 48° 55′ 09″ N, 5° 14′ 30″ E | VERDUN                                   | VOIE SACRÉE | BAR-LE-DUC | Reproduction géante d'une borne de la voie sacrée, à l'occasion du passage du Tour de France en 2001 .                                                                             |
| 2006                |                                                  | Arras (Pas-de-Calais)             | Cours de Verdun                                                                            | 50° 17′ 24″ N, 2° 46′ 07″ E | VERDUN 57k2                              | VOIE SACRÉE 0k | BAR-LE-DUC | Inaugurée le 21 février 2006 à l'occasion du 90e anniversaire de la bataille de Verdun .                                                                                           |
|                     | Gembrie - Mémorial de la Barousse                | Gembrie (Hautes-Pyrénées)         | D 925                                                                                      | 42° 59′ 10″ N, 0° 34′ 27″ E | Mémorial de la Barousse                  | VERDUN 1 020 km → | Mémorial de la Barousse | |
| 2019                |                                                  | Grand-Failly (Meurthe-et-Moselle) | Place de l'Eglise                                                                          | 49° 25′ 14″ N, 5° 30′ 42″ E |                                          | GRAND FAILLY | | Reproduction en pierre naturelle sculptée d'une borne de la voie sacrée . |
|                     |                                                  |                                   |                                                                                            |                             |                                          | | | |

### Sources
- Imagerie satellite de Google Maps et photographies de Google Street View.